# Fermín Bohórquez Escribano
Pour les articles homonymes, voir Escribano et Fermín Bohórquez.
Fermín Bohórquez Escribano, né à Jerez de la Frontera (Espagne, province de Cadix) le 12 septembre 1933 où il est mort le 28 juillet 2016, est un rejoneador espagnol, fils du ganadero Fermín Bohórquez.

## Présentation et carrière
Il fait ses débuts  le 15 septembre 1959 à Ubrique aux côtés de Álvaro Domecq Romeroface à des taureaux de la ganadería de son père.
Sa carrière professionnelle commence le 1er juin 1961  à Pampelune ; il se présente à Madrid le 20 mai 1962 lors de la Feria de San Isidro où il affronte du bétail de la ganadería familiale en compagnie de Manuel Vázquez, Curro Romero et Alfredo Leal.
Il connaît nombre de succès à partir de là, mais il limite volontairement ses apparitions à une dizaine par an. 
Après une tournée triomphale en Amérique latine, il présente son fils Fermín Bohórquez Domecq le 30 août 1989 à Santander. 